# Chrysophyllum albidum
Chrysophyllum albidum – gatunek drzew należących do rodziny sączyńcowatych. Jest gatunkiem występującym w Afryce, głównie w północnej strefie przybrzeżnej Zatoki Gwinejskiej. Drzewo to osiągające wysokość 25–37 m wykorzystywane jest jako źródło drewna używanego w budownictwie. Owoce C. albidum są jadalne.